# Sierra de Ajusco-Chichinauhtzin
La Sierra del Ajusco-Chichinautzin, conocida también como Serranía del Ajusco o Sierra de Chichinautzin, es una cadena montañosa mexicana localizada entre la Ciudad de México y los estados de Morelos y México. Está conformada por más de cien conos volcánicos entre los que destacan: el Tláloc (3690 m s. n. m.), Chichinautzin (3430 m s. n. m.), Xitle (3100 m s. n. m.), el Cerro Pelado (3600 m s. n. m.) y el Cuauhtzin (3510 m s. n. m.). Su máxima altura se encuentra en el pico Cruz del Marqués en el volcán Ajusco (3937 m s. n. m.).
Esta sierra comprende en parte las delegaciones de Tlalpan, Xochimilco, Tláhuac, Milpa Alta y Magdalena Contreras en el sur de la Ciudad de México; los municipios de Huitzilac, Tepoztlán y Tlalnepantla en Morelos; y los municipios de Juchitepec y Tepetlixpa, en el Estado de México.
Esta cadena forma el punto más alto así como el límite sur de la Ciudad de México, separando el Valle de México del valle de Cuernavaca y la sierra del Tepozteco. Emergió durante el período cuaternario, con una intensa actividad volcánica que cerró la cuenca lacustre de México, privándola de su único drenaje natural hacia la cuenca del río Balsas. La sierra del Ajusco forma parte de la subprovincia geológica de los lagos y volcanes del Anáhuac, localizada dentro del Eje Neovolcánico.